# Giovanni Pierluigi da Palestrina
Giovanni Pierluigi da Palestrina (født ca. 1525, død 2. februar 1594) var en italiensk komponist fra senrenæssancen. Sammen med Orlando di Lasso og Tomás Luis de Victoria spillede han en central rolle i den såkaldte romerske musiktradition. Palestrina anses i dag af mange for at være en af de største komponister fra slutningen af det 16. århundrede. Han er især kendt for sine omkring 105 messer og 250 motetter, som fik stor betydning for udviklingen af europæisk musik. Palestrina bidrog især til udviklingen af den kontrapunktiske musikform.

## Biografi
Giovanni Pierluigi da Palestrina blev sandsynligvis født den 3. februar 1525 i den lille by Palestrina nær Rom, som dengang lå i den selvstændige Kirkestat. Hans forældre, Santo og Palma Pierluigi, stammede oprindeligt fra Napoli. Hans mor døde den 16. januar 1536, da Palestrina var omkring ti år gammel. Året efter besøgte han for første gang Rom, hvor han et par år senere blev ansat som korsanger ved den pavelige Santa Maria Maggiore-kirke. Her fik Palestrina mulighed for at studere litteratur og musik under de franske musikere Robin Mallapert og Firmin Lebel. Han blev i Rom stort set resten af sit liv. 
Som ung musiker i Rom blev Palestrina stærkt inspireret af de indflydelsesrige fransk-flamske komponister Guillaume Dufay og Josquin des Prez, der gennem deres arbejde i Italien havde introduceret den nordeuropæiske tradition for polyfonisk musik til Sydeuropa. På dette tidspunkt havde Italien endnu ikke selv frembragt nævneværdige komponister inden for polyfonisk musik. 
Fra 1544 til 1551 arbejdede Palestrina som organist ved domkirken i sin hjemby. I 1551 udnævnte pave Julius 3., som tidligere havde været byens biskop, Palestrina til kapelmester for Cappella Giulia-koret i Peterskirken. Tre år senere udgav Palestrina sin første messesamling, dedikeret til paven. Det særlige ved samlingen var, at den var skrevet af en indfødt italiener på et tidspunkt, hvor de fleste komponister i Italien kom fra Nederlandene, Frankrig og Spanien.
I 1555 bekendtgjorde pave Paul 4., at alle pavelige musikere skulle være gejstlige. Da Palestrina både var gift og havde fire børn, kunne han ikke som lægmand fortsatte i koret. I det følgende årti fandt han ansættelse som kapelmester ved flere romerske kirker, herunder Laterankirken fra 1555 til 1560 og Santa Maria Maggiore-kirken fra 1561 til 1566. I 1571 vendte Palestrina tilbage til Cappella Giulia-koret, nu under pave Pius 5., hvor han blev frem til sin død.
1570'erne blev dog en hård periode for Palestrina. Han mistede sin bror, to sønner og sin hustru Lucrezia Gori til tre dødelige influenzaepidemier, der ramte Rom i henholdsvis 1572, 1575 og 1580. Efterfølgende overvejede han muligvis at blive præst, men valgte i stedet at gifte sig for anden gang med den velhavende enke Virginia Dormoli. Hendes store formue gav Palestrina økonomisk frihed til at komponere mere intensivt end nogensinde før.
Palestrina døde den 2. februar 1594 af lungehindebetændelse. Han blev begravet samme dag i en simpel kiste med et blylåg. Under bisættelsen blev der sunget en femsatset salme for tre kor. Palestrina blev begravet i Peterskirken, men hans grav forsvandt under senere ombygninger, og det har ikke været muligt at genfinde den. 

## Palestrinas musik
Størstedelen af Palestrinas musikalske produktion er religiøs, primært bestående af messer. Hans værkliste omfatter i alt 105 messer, som kan inddeles i tre hovedgrupper: 
1. Cantus firmus-messer: Disse bygger på en melodi hentet fra en gregoriansk koral eller en verdslig vise. Melodien anvendes enten i sin oprindelige form eller bliver rytmisk eller melodisk omformet, hvilket kaldes en parafrasemesse.
2. Parodi- eller transkriptionsmesser: Disse baseres på et tidligere polyfont værk, enten af Palestrina selv eller en anden komponist, såsom en motet, madrigal eller chanson.
3. Frimesser: Her skabes musikken fra bunden af komponisten, uden brug af forudeksisterende materiale.

Palestrinas øvrige religiøse værker omfatter omkring 250 motetter samt hymner, madrigaler og andre former for kirkemusik. Foruden de religiøse værker skrev Palestrina også en række verdslige madrigaler. En betydelig del af hans værker blev trykt og udgivet i hans levetid eller umiddelbart efter hans død. I hans sene år øgedes udgivelseshyppigheden, og tidligere upublicerede ungdomsværker blev også udgivet. Hans musik spredtes til større kirker gennem afskrifter, hvoraf nogle ikke altid var godkendt af ham selv.
Et af de store spørgsmål, der blev debatteret i det 16. århundrede omhandlende den katolske kirkemusik, var musikkens forhold til den sungne bibeltekst under messen. En vigtig milepæl i denne diskussion var Tridentinerkoncilet i midten af århundredet. Her blev det fastslået, at bibelteksten klart skulle kunne forstås, og at musikken skulle understøtte den. Den polyfoniske sangtradition stod i denne sammenhæng over for kritik og var truet med at blive forbudt i kirkerne. Palestrina præsenterede sin løsning på problemet ved at kombinere polyfonisk sang med tydeligt præsenteret tekst, blandt andet i sin berømte Missa Papae Marcelli (ca. 1562). I dette værk undlod han at lade forskellige tekststavelser lyde samtidigt i de adskilte stemmer og forsøgte i stedet at synkronisere stavelsernes diktion på tværs af stemmerne. Missa Papae Marcelli blev dermed en model for efterfølgende kirkemusik. 
Palestrinas stil er kendetegnet ved en stræben efter harmoni og balance. Melodierne bevæger sig oftest skridtvis, mens større spring undgås,  ligesom gentagelser og sekvenser. Det tilstræbes, at alle stemmer i en musikalsk sats har melodiske kvaliteter. Palestrina var desuden meget bevidst i sin brug af dissonanser. Studier af hans stil er i dag et fast indslag i undervisningen af kontrapunkt for komponister.

## Indflydelse
Palestrina var allerede berømt i sin egen tid, og hans ry samt indflydelse voksede yderligere efter hans død. Johann Sebastian Bach studerede og transskriberede Palestrinas første messesamling, og i 1742 omarrangerede han "Kyrie"- og "Gloria"-satserne fra Palestrinas Missa sine nomine. Felix Mendelssohn betragtede Palestrina som en af historiens største musikere og skrev: "Jeg bliver oprevet, når nogen begrænser sig til enten at lovprise Beethoven, Palestrina, Mozart eller Bach. Efter min mening bør man hylde dem alle fire, eller helt afstå fra at hylde nogen af dem."
Palestrinas musikalske stil blev videreført af en konservativ gren af den romerske musikskole, som i barokken blev kendt som prima pratica ("den første musikpraksis") i kontrast til den mere moderne seconda pratica ("den næste musikpraksis.") Tilhængere af prima pratica omfattede komponister som Giovanni Maria Nanino, Ruggiero Giovanelli, Arcangelo Crivelli, Teofilo Gargari, Francesco Soriano og Gregorio Allegri. Palestrinas værker blev imiteret og citeret af mange komponister langt op i det 18. århundrede, særligt inden for motetformen, som det eksempelvis ses i Francesco Barsantis Sei Antifones (ca. 1750).
I det 19. århundrede spillede musikteoretikeren Giuseppe Baini en stor rolle i forskningen af Palestrinas musik. I 1828 udgav han en bog om Palestrina, som ikke kun genoplivede renæssancekomponistens berømmelse, men også forstærkede myten om, at Palestrina egenhændigt reddede den polyfoniske kirkemusik fra et katolsk forbud ved Tridentinerkoncilet. Musikologer fra både det 20. og 21. århundrede har generelt delt Bainis syn på Palestrina som en dygtig og raffineret komponist, hvis musik repræsenterer et teknisk højdepunkt i musikhistorien.
Musikkonservatoriet i den italienske by Cagliari er opkaldt efter Palestrina. 
I 2009 udkom Georg Brintrups biografiske musikfilm Palestrina – Fürst der Musik. 

## Udvalgte værker

### Samlede udgaver
- Pierluigi Palestrinas Werke. Leipzig, 1862-1907.
- Le opere complete di Giovanni Perluigi da Palestrina. Rom, 1939-1999.

### Madrigaler
- Il primo libro di madrigali a quatro voci. Rom, 1555.
- Il primo libro de madrigali a cinque voci. Venedig, 1581.
- Il secondo libro di madrigali a quatro voci. Venedig, 1586
- Delli madrigali spirituali a cinque voci […] libro secondo. Rom, 1594.

### Messer
- Missarum liber primus. Rom, 1554.
- Missarum liber secundus. Rom, 1567.
- Missarum liber tertius. Romm 1570.
- Missarum cum quatuor et quinque vocibus, liber quartus. Venedig, 1582.
- Missarum liber quintus quatuor, quinque, ac sex vocibus concinendarum. Rom, 1590.
- Missarum cum quatuor vocibus, liber primus. Venedig, 1590.
- Missae quinque, quatuor ac quinque vocibus concinendae […] liber sextus. Rom, 1594.
- Missae quinque, quatuor ac quinque vocibus concinendae […] liber septimus. Rom, 1594.
- Missarum cum quatuor, quinque & sex vocibus, liber octavus. Venedig, 1599.
- Missarum cum quatuor, quinque & sex vocibus, liber nonus. Venedig, 1599.
- Missarum cum quatuor, quinque & sex vocibus, liber decimus. Venedig, 1600.
- Missarum cum quatuor, quinque & sex vocibus, liber undecimus. Venedig, 1600.
- Missarum cum quatuor, quinque & sex vocibus, liber duodecimus. Venedig, 1601.
- Missae quattuor octonis vocibus concinendae. Venedig, 1601.

### Motetter
- Motettorum quae partim quinis, partim senis, partim octonis vocibus concinatur, liber tertius. Venedig, 1575.
- Motettorum quinque vocibus liber quartus. Rom, 1583.
- Motettorum quatuor vocibus, partim plena voce, et partim paribus vocibus, liber secundus. Venedig, 1584.
- Motettorum quinque vocibus liber quintus. Rom, 1584.